# Toxicidad medicamentosa

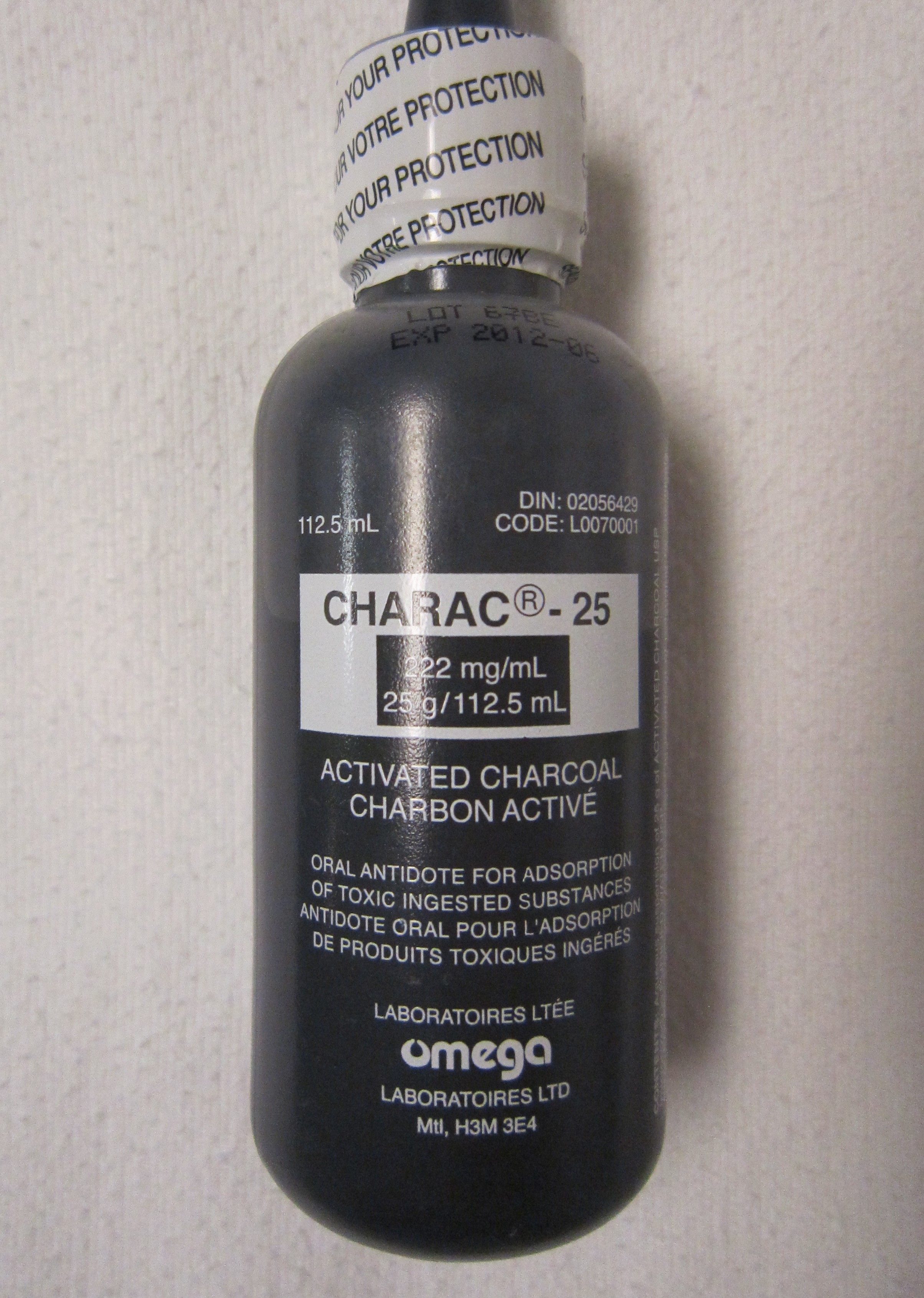
El carbón oral usado normalmente se usa para tratar una sobredosis

La toxicidad medicamentosa entraña envenenamiento por fármacos o una droga de abuso, y es la base de la toxicología clínica, que a su vez, forma parte de la amplia materia de toxicología, que también incluye la toxicología ambiental y la toxicología ocupacional. 
Las consecuencias de una toxicidad por un medicamento, que se supone debería aliviar un síntoma o una enfermedad, pueden ser extremadamente dañinas y de peligro de muerte. Muchas son las personas que toman medicamentos por prescripción y muchas compran medicamentos de venta libre o, peor, se automedican, lo que eleva la posibilidad de una toxicidad medicamentosa. Hay que destacar que hay una cierta cantidad de pacientes psiquiátricos que se autointoxican por tomar su medicacion de manera equivocada.
Cuando se detecta un envenenamiento por fármacos debe interrumpirse el tratamiento y en ocasiones se requiere tratamiento de apoyo y la administración de antídotos.
La mayor parte de los medicamentos producen tres tipos de efectos indeseados, según la dosis que se administre. Con dosis bajas, los efectos secundarios son usuales y por lo general esperados. En dosis más altas pueden surgir efectos adversos adicionales, y en dosis demasiado altas, en ocasiones ocurren efectos tóxicos que pueden ser fatales. Por consiguiente, los efectos indeseados que producen gran parte de los fármacos con frecuencia están en función de la dosis, que es la razón por la cual el conocido médico de la Edad Media, Paracelso (1493-1541), hizo la famosa declaración: “la dosis es lo que únicamente separa a un medicamento de un veneno”, y podríamos añadir: “un efecto terapéutico de un efecto tóxico”.
Para que su uso sea aprobado en humanos, un fármaco debe someterse a varios años de pruebas en animales y evaluaciones. Es necesario utilizar varias especies animales para evaluar la eficacia y la toxicidad del medicamento. Una de las primeras pruebas que se realiza es la dosis letal 50 o LD50, que es la dosis que matará a 50% de los animales probados. Los resultados de la LD50 y de otras pruebas permiten predecir la seguridad del medicamento.
El personal de cuidados de la salud pasa la mayor parte de su tiempo en contacto con pacientes. Por ello tienen la importante responsabilidad de observar los efectos indeseados de los medicamentos, reconocer los efectos secundarios que suelen esperarse e identificar y reportar los efectos adversos y tóxicos que son potencialmente peligrosos y que con frecuencia requieren atención médica.
La mayor parte de las veces, la toxicidad de un fármaco se circunscribe a un órgano en particular, por ejemplo:
- En hígado, hepatotoxicidad.
- En médula ósea, mielotoxicidad
- En riñón, nefrotoxicidad, por citar algunos ejemplos.

Los datos sobre la incidencia y prevalencia de las intoxicaciones por fármacos varían ampliamente de un país a otro. La mayoría de los estudios (fundamentalmente de España, Reino Unido y Estados Unidos) sugieren que 70% de las intoxicaciones agudas son voluntarias (intento suicida), aproximadamente 60% se producen por intoxicaciones medicamentosas. Los casos de sobredosis por drogas de abuso
(heroína, alcohol, etc.) ocupan un lugar preponderante. En una investigación realizada en Cuba, en la Unidad de Cuidados Intensivos del Hospital “Saturnino Lora” durante cinco años, se detectó que entre los pacientes intoxicados por medicamentos de los tóxicos responsables predominaron en orden de frecuencia: benzodiazepinas, barbitúricos, antidepresivos tricíclicos y analgésicos antiinflamatorios, con 4.97 % de fallecidos.